# Monachoptilas berista
Monachoptilas berista är en fjärilsart som beskrevs av Pierre E.L. Viette 1954. Monachoptilas berista ingår i släktet Monachoptilas och familjen äkta malar.
Artens utbredningsområde är Madagaskar. Inga underarter finns listade i Catalogue of Life.